# Сантьяго Деркі
Сантья́го Де́ркі (ісп. Santiago Derqui; 21 червня 1809 — 5 вересня 1867) — аргентинський політик, перший президент Аргентини. Був на посаді протягом 18 місяців у 1860—1861 років.

## Біографія
Деркі навчався у Кордовському національному університеті, здобувши ступінь з права у 1831 році. У рідному університеті він став професором права, потім філософії, та, зрештою, заступником декана. У 1845 році він одружився з Модестою Гарсією де Коссіо, з якою у них народилось троє синів і троє дочок.
Він був спочатку помічником, а потім державним міністром в уряді провінції Коррієнтес. Хусто Хосе де Уркіса призначив його міністром юстиції й освіти. Він відрядив його до Парагваю із закордонною діловою місією.
Після завершення повноважень Уркіси Деркі зайняв його місце. Зважаючи на те що Деркі народився у Кордові, а не в Буенос-Айресі, були підстави розраховувати на те, що припиняться постійні заворушення проти політики центра країни в результаті поміркованої регіональної політики нового президента. Проте нічого не змінилось, і країною тривали повстання.
Деркі прийняв зміни до конституції, яка проголосила нову назву країни — Республіка Аргентина. Ці поправки були на користь Буенос-Айреса.
Це та інші непопулярні дії уряду у відношенні до решти країни спричинили масове невдоволення у провінціях, що вилилось у збройне протистояння. Деркі не вдалось зберегти владу, він був змушений подати у відставку й утекти до Монтевідео.
Бартоломе Мітре допоміг йому повернутись із вигнання до рідного міста своєї дружини Коррієнтеса, де він і помер за кілька років.